# Bancroft Gherardi
Bancroft Gherardi, Jr. (São Francisco (Califórnia), 6 de abril de 1873 — French River (Ontário), 14 de agosto de 1941) foi um engenheiro elétrico estadunidense. É conhecido por seu trabalho pioneiro no desenvolvimento dos primeiros sistemas telefônicos nos Estados Unidos. Considerado uma das maiores autoridades em engenharia telefônica, Gherardi foi fundamental no desenvolvimento do serviço telefônico transcontinental em 1915 e no serviço rádio-telefônico transatlântico em 1927. Recebeu a Medalha Edison IEEE de 1932, por "contribuições à arte da engenharia telefônica e pelo desenvolvimento da comunicação elétrica".